# Natacha Ramsay-Levi
Pour les articles homonymes, voir Ramsay et Levi.
Natacha Ramsay-Levi, née à Paris en 1980, est une styliste française. Elle est directrice artistique de la maison Chloé d'avril 2017 à décembre 2020.

## Biographie
Natacha Ramsay-Levi est la fille de l'éditeur, Jean-Pierre Ramsay et d'une décoratrice. Elle grandit à Montparnasse. Elle commence des études d'histoire à Paris-VIII, qu'elle abandonne après un séjour au Mali, puis se forme au stylisme au Studio Berçot.
Elle rejoint l’équipe du directeur artistique Nicolas Ghesquière, dont elle devient le bras droit, d'abord chez Balenciaga en 2002, puis chez Louis Vuitton en 2013,.
En avril 2017, elle succède à Clare Waight Keller à la direction artistique des collections de prêt-à-porter, maroquinerie et accessoires de la maison Chloé,.
En avril 2019, elle préside le jury mode du 34e festival international de mode et de photographie de Hyères,.
En décembre 2020, elle annonce son départ de Chloé.